# Kleinothraupis
Kleinothraupis es un género de aves paseriformes de la familia Thraupidae que agrupa a cuatro especies nativas de Sudamérica, donde se distribuyen a lo largo de los Andes desde el noroeste de Venezuela hasta el oeste de Bolivia. Estas especies pertenecían al género Hemispingus hasta el año 2016, cuando fueron separadas en el presente nuevo género. A sus miembros se les conoce por el nombre común de hemispingos.

## Etimología
El nombre genérico masculino «Kleinothraupis» conmemora a la ornitóloga Nedra K. Klein (1951–2001), seguido de la palabra griega «θραυπίς thraupis»: pequeño pájaro desconocido mencionado por Aristóteles, tal vez algún tipo de pinzón. En ornitología thraupis significa tangara.

## Características
Las aves de este género son tráupidos bastante uniformes, midiendo entre 14 y 18 cm de longitud, con las partes inferiores de color amarillento verdoso y las superiores de color oliva. Todos, con excepción de K. reyi, exhiben una larga y visible lista superciliar beige o blanquecina. Habitan en el sotobosque y en los bordes de selvas montanas andinas en altitudes entre 2200 y 3500 m.

## Taxonomía
Las especies que integran el presente género fueron tradicionalmente incluidas en el género Hemispingus, hasta que en los años 2010, publicaciones de filogenias completas de grandes conjuntos de especies de la familia Thraupidae basadas en muestreos genéticos, permitieron comprobar que formaban un clado fuertemente soportado por los resultados encontrados, separado del género que integraban, por lo que se procedió a caracterizarlo y describirlo formalmente. Las relaciones con otros géneros son complejas, pero Kleinothraupis está próximo a dos grandes clados, uno formado por los géneros Sphenopsis y Thlypopsis, y el otro por Castanozoster, Donacospiza, Cypsnagra, Poospizopsis, Urothraupis, Nephelornis y Microspingus, todos en una subfamilia Poospizinae. El nuevo género y la inclusión de las cuatro especies fue aprobado en la Propuesta N° 730.09 al Comité de Clasificación de Sudamérica (SACC).
La especie K. auricularis, tratada históricamente como una subespecie de K. atropileus, es reconocida como especie separada por diversos autores y clasificaciones, no así por Clements Checklist/eBird que continúa a tratarla como la subespecie K. atropileus auricularis.

## Lista de especies
Según las clasificaciones del Congreso Ornitológico Internacional (IOC) y Clements Checklist/eBird v.2019, el género agrupa a las siguientes especies con el respectivo nombre popular de acuerdo con la Sociedad Española de Ornitología (SEO):
| Imagen | Nombre científico                       | Autor                         | Nombre común              | EC (*) |
| ------ | --------------------------------------- | ----------------------------- | ------------------------- | ------ |
|        | Kleinothraupis reyi                     | (Berlepsch), 1885             | hemispingo coronigrís     | NT     |
|        | Kleinothraupis atropileus               | (Lafresnaye), 1842            | hemispingo capirotado     | LC     |
|        | Kleinothraupis (atropileus) auricularis | (Cabanis), 1873               | hemispingo cejiblanco     | LC     |
|        | Kleinothraupis calophrys                | (P.L. Sclater & Salvin), 1876 | hemispingo de los bambúes | LC     |
|        | Kleinothraupis parodii                  | (Weske & Terborgh), 1974      | hemispingo de Parodi      | NT     |

(*) Estado de conservación